# マスカットサイダー
マスカットサイダー（MUSCAT CIDER）は、岩手県陸前高田市の地サイダー。その名の通り、ほのかなマスカットの香りを特徴としたサイダーである。陸前高田市の果樹園である神田葡萄園で、1970年（昭和45年）に販売が開始された。同葡萄園での製造が2024年（令和6年）に終了した後には、翌2025年（令和7年）より岩手県内のスーパーマーケット運営会社であるマイヤから販売されている。

## 概要
神田葡萄園では1970年頃より、日本国外の大手飲料メーカーが日本でも炭酸飲料を販売を開始した影響を受けて、自社製品の売上が一気に落ち込んだ。この窮状を打破するために、設備投資の上で開発された飲料がマスカットサイダーであり、1970年に販売が開始された。当時は果樹からサイダーを製造することが困難だったため、マスカットの香気を利用したサイダーとして開発された。
無果汁だが、老舗のブドウ園である神田葡萄園ならではのほのかなマスカットの香り、素朴な味わい、喉越しの良さが特徴であり、甘さを控えた飲料が多い時代にあって、敢えて昔懐かしい甘味が生かされている。
瓶には縁起をかついで、えびすのマークが付けられている。大手の製造業者なら毎年のように味やラベルを変更するところが、「中小企業は個性が大事」とし、味もラベルも2000年代に至るまで、ほとんど変更されていない。
発売以来、地元の子供たちを中心として人気を博した。インターネットによる通信販売が開始されると、日本全国の「地サイダー」のファンにも好評を博した。共に販売されている100パーセントのジュースと共に、贈答用として注文されることも多かった。2000年代頃には地サイダーが静かなブームとなっていたことで、コンビニエンスストアにもマスカットサイダーが置かれるようになり、神田葡萄園の主力商品となった。

## 東日本大震災による影響
2011年3月11日に発生した東日本大震災によって、神田葡萄園も壊滅的な被害を被り、約4か月間の製造中止を余儀なくされた。電話の不通が続く中、「早くサイダーが飲みたい」との手紙が届いていたことで、ボランティアの協力を得てブドウ畑や加工場の整備を進められ、同2011年7月に販売が再開された。
工場前には直売所が設置され、陸前高田市内の被災者、岩手県内外から訪れた震災ボランティア、復興工事の関係者たちがサイダーを買い求めた。同2011年の東京や大阪などの復興市でも、復興のシンボルとして販売された。岩手県内の団体によるイベントの他、北海道、静岡県、福岡県など、岩手県外の飲食店でマスカットサイダーを取り寄せて販売するケースも見られた。
販売開始から半世紀以上を経た2020年以降には、陸前高田市内の道の駅である道の駅高田松原では、全商品の中でマスカットサイダーが最も売り上げを伸ばす商品となった。土産物としても人気商品となり、年間15万本から20万本を売り上げるまでになり、震災を通じてマスカットサイダーの知名度が向上する結果となった。道の駅高田松原ではマスカットサイダーの瓶とえびすのマークをデザインしたTシャツも販売され、1日平均で10枚が売れる人気商品となった。

## 製造終了 - 再開
2020年の新型コロナウイルスの影響により、使用済みの瓶の回収が停滞したことで、瓶の調達が困難となり、繁忙期である夏季の納品に遅延が生じた。加えて砂糖などの原材料費、燃料の高騰化、生産ラインの老朽化などの悪条件が重なった。このために神田葡萄園では苦渋の決断として、2023年9月、自社のSNSにおいて、2024年3月の製造をもっての生産終了が発表された。
これに対して存続を望む声が多く寄せられ、クラウドファンディングによる資金集め、ガラス瓶からPETボトルへの変更などのアイディアが寄せられた。しかし設備投資の資金繰りが困難であることに加え、大幅な値上げが回避できないことから、存続は困難と判断が為された。翌2024年2月29日、神田葡萄園での最後の製造が行なわれた。
翌2024年3月には、マスカットサイダーとの別れを惜しむイベント「Thanks! マスカットサイダー祭」が、道の駅高田松原で開催された。地元のファンや観光客などが次々と訪れ、用意されたマスカットサイダー72本が10分ほどで売り切れ、2日間で約350本が販売された。「飲んだことがなくて最後だと聞いてあわてて買いに来た」との声もあった。寄せ書きコーナーも設けられ、市内外のファンが「至極の味」「唯一無二のサイダーをありがとう」などと熱いエールを書き込んだ。震災時にボランティアで陸前高田市を訪れ、このサイダーの虜になったとのファンもいた。
同2024年3月末に、岩手県内のスーパーマーケット運営会社であるマイヤへ販売権が受け継がれることが発表された。マイヤでは同3月時点において、製造を委託する飲料メーカー、販売開始時期、商品のデザインなどの調整が行われ、販売再開へ向けた準備が進められた後に、2025年2月より販売が開始された。神田葡萄園で親しまれた緑色の瓶は、在庫の確保が困難なために透明な瓶へ変更されたものの、ラベルのロゴや文字のフォントは、神田葡萄園から引き継がれている。神田葡萄園では今後は、果汁飲料やワインの製造に注力することが予定されている。